# Once in a Blue Moon (álbum)
Once in a Blue Moon es el primer álbum de estudio del músico escocés Frankie Miller, acompañado por Brinsley Schwarz como banda de acompañamiento. Fue publicado en enero de 1973 por Chrysalis.

## Recepción de la crítica
Jim Worbois, crítico de AllMusic, comentó: “Este primer álbum del escocés Frankie Miller presenta a los favoritos del pub-rock Brinsley Schwarz como su banda de respaldo. Eso por sí solo es motivo suficiente para poseer este registro. Agregue a eso un buen lote de canciones (en su mayoría originales) y tendrá un álbum agradable”.

## Lista de canciones
Todas las canciones escritas y compuestas por Frankie Miller, excepto donde esta anotado.
Lado uno
1. «You Dont Need to Laugh (To Be Happy)» – 3:33
2. «I Can't Change It» – 3:10
3. «Candlelight Sonata in F Major» – 2:33
4. «Ann Eliza Jane» – 3:03
5. «It's All Over» – 2:37

Lado dos
1. «In No Resistance» – 3:01
2. «After All (I Live My Life)» (Jim Doris, Miller) – 3:43
3. «Just Like Tom Thumb's Blues» (Bob Dylan) – 4:03
4. «Mail Box» – 3:14
5. «I'm Ready» (Willie Dixon) – 3:12

## Créditos y personal
Créditos adaptados desde las notas de álbum de Once in a Blue Moon.
Músicos
- Frankie Miller – voces, guitarra acústica, armónica
- Bob Andrews – piano de cola, junk piano, acordeón, coros
- Brinsley Schwarz – guitarra líder y acústica
- Ian Gomm – guitarra líder y acústica
- Nick Lowe – bajo eléctrico, contrabajo, coros
- Billy Rankin – batería
- Bridgit, Joy and Janice – coros

Personal técnico
- Kingsley Ward, Ralph Downs – ingeniero de audio
- Dave Robinson – producción

Diseño
- Visualeyes Ltd. – diseño de portada
- Brian Cooke – fotografía